# الجامعة الوطنية الأهلية للعلوم والتكنولوجيا
الجامعة الوطنية الأهلية للعلوم والتكنولوجيا هي جامعة مصرية أهلية مقرها الرئيسي في مدينة السلام بمحافظة القاهرة، وتتكون من أربع كليات.

## الكليات
وتتكون الجامعة من أربع كليات هي:
- الإدارة وتكنولوجيا الأعمال.
- الصناعات التكنولوجية المتقدمة.
- علوم الحاسب والذكاء الاصطناعي.
- الهندسة.